# Simon Jeffes
Simon Harry Piers Jeffes (Crawley, 19 de febrero de 1949 - 11 de diciembre de 1997) fue un guitarrista de formación clásica, compositor y arreglista inglés. Formó y fue el intérprete principal de la Penguin Cafe Orchestra. Compuso el ballet Still Life at the Penguin Cafe.
Era hijo de James Henry Elliston Jeffes, un investigador químico, y su esposa, Anne Hope Madeline, cuyo apellido de soltera era Clutterbuck.
También es conocido por ayudar al productor Bill Price, de los Sex Pistols, con el arreglo de cuerdas para la ahora legendaria versión de Sid Vicious de «My Way», que alcanzó el puesto n.º 7 en la lista de singles del Reino Unido como parte de The Great Rock 'n' Roll soundtrack Swindle.
Jeffes murió de un tumor cerebral inoperable en diciembre de 1997.